# Garnierhilfe

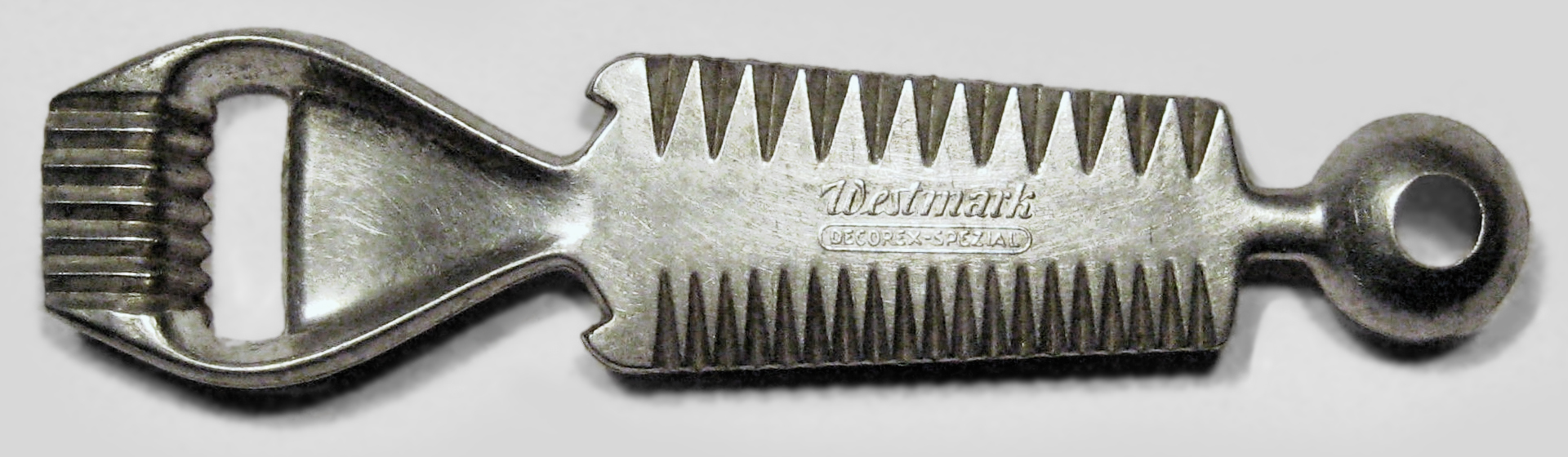
Mehrzweckgarnierer „Decorex-Spezial“ von Westmark, aus den 1950/1960ern (Vorderseite)

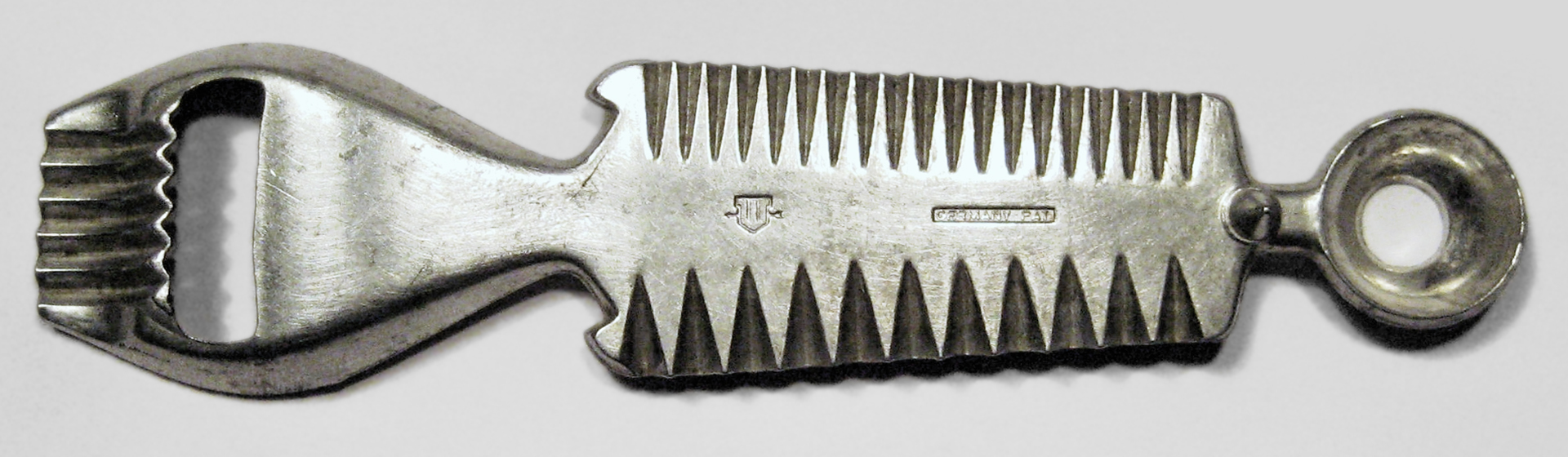
(Rückseite, mit Dorn zum Dosenlochen)

Garnierhilfen sind spezielle Küchenwerkzeuge, die beim dekorativen Anrichten und Garnieren von Speisen und Getränken verwendet werden.

## Alternative Bezeichnungen und Abgrenzungen
Für Garnierhilfen gibt es keine einheitliche (Sammel-)Bezeichnung – teils sind sie unter Begriffen wie Garnierer, Garnier-Set oder Mehrzweckgarnierer oder ähnlich im Handel, teils werden sie aber auch nach ihrem genauen Verwendungszweck bezeichnet (Beispiele: „Butterroller“, „Zestenreißer“). Zudem sind zum Teil umgangssprachliche Sammelbezeichnungen wie Küchenhelfer zum Anrichten und Dekorieren oder ähnlich anzutreffen.
Darüber hinaus werden einige dieser Küchenwerkzeuge nicht nur beim Anrichten oder Garnieren verwendet, sondern auch bei der Zubereitung von Speisen und Getränken (Beispiele: „Officemesser“, „Sparschäler“). Die Grenzen sind hier fließend. Gleichwohl nehmen die reinen Garnierhilfen, bei denen es sich überwiegend um einfache Handwerkzeuge ohne Mechanik handelt, innerhalb der Gruppe der Küchengeräte bzw. -werkzeuge eine Sonderrolle ein, weil sie meistens auf bestimmte Einsatzzwecke ausgerichtet sind. Außerdem gehören sie in Privathaushalten nicht zur üblichen Grundausstattung an Küchenwerkzeugen und sind in der Gastronomie größtenteils erst in anspruchsvolleren Restaurantküchen anzutreffen.

## Geschichte

### Hintergrund
Essen (gesunde Nahrung) und Trinken (sauberes Trinkwasser) sind zwar körperliche Grundbedürfnisse des Menschen, sie fördern aber auch soziale Beziehungen und erfüllen zudem Kulturbedürfnisse, indem sie angenehmen Anlass für ein geselliges Beisammensein bieten. Gemäß der alten Küchenweisheit „Das Auge isst mit“ besteht allgemein der Anspruch, dass die Speisen nicht nur kulinarisch zufriedenstellen, sondern sowohl ansprechend aussehen als auch „bereits optisch den Appetit anregen“ sollen. Dabei reicht die Geschichte des Garnierens und Verzierens von Speisen weit zurück, denn „bereits im alten Rom erkannte man den Zusammenhang zwischen einer aufwendig dekorierten Tafel und dem Appetit“. Auch in der klassischen Küche Asiens wird der Garnitur schon seit Jahrhunderten ein herausragender Stellenwert eingeräumt.

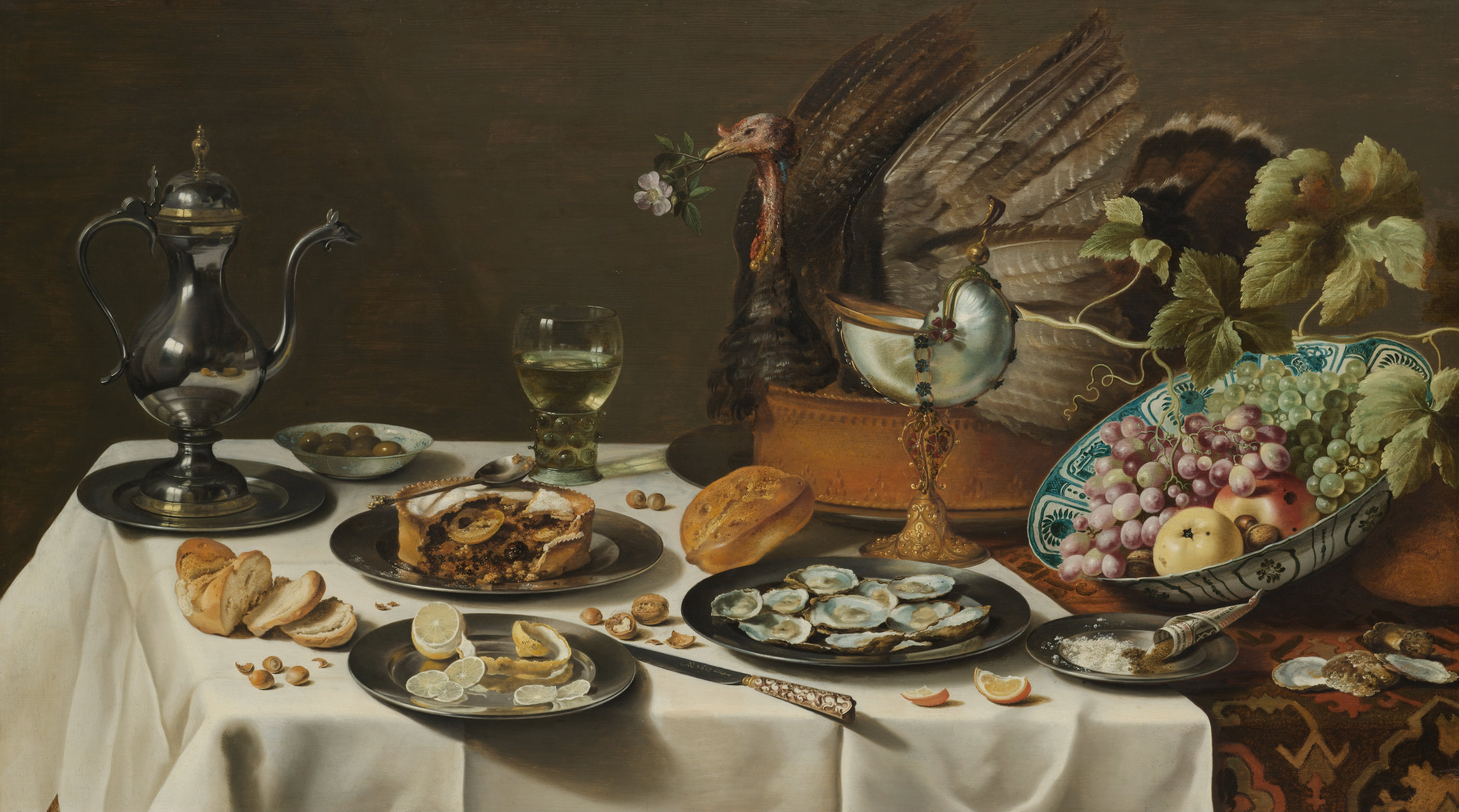
Beispiel für ein Schaugericht: Stillleben mit Truthahnpastete (Pieter Claesz, 1627)

Einen Höhepunkt fanden das Verzieren von Speisen und die Dekoration von Tafeln sowohl in der osmanischen Palastküche als auch in der von Italien (Cucina alto-borghese) im 16. Jahrhundert und der gehobenen französischen Küche im 17. und 18. Jahrhundert ausgehenden Hofküche vieler Adelshäuser in Europa, die einerseits vorherrschenden Luxusbedürfnissen entsprach und andererseits der Repräsentation – teils bis hin zur Prunksucht – diente. In der Zeit des Barock waren gar aufwendig dekorierte Schaugerichte an Adelshöfen verbreitet, die nicht für den Verzehr zubereitet wurden, sondern als Schaustück und Attraktion für die festliche Tafel bei Banketten dienten.
Anfang des 19. Jahrhunderts etablierte sich in Frankreich die Haute Cuisine, eine gehobene nationale Küche, die für verfeinerte Speisen und Garnituren sorgte. Einhergehend mit der Einführung öffentlicher Restaurants und dem damit verbundenen Zugang des französischen Bürgertums zur gehobenen Kochkunst wurde dieser Kochstil populär und institutionalisierte sich, nicht zuletzt verstärkt durch die aufkommende Gastronomiekritik. Die als französisch Grande Cuisine bezeichnete gehobene französische Restaurantküche brachte nicht nur zahlreiche Garnituren hervor, sondern sie verbreitete sich insbesondere in der westlichen Welt – noch heute ist die klassische französische Küche teils maßgebend für Zubereitung und Garnierung vieler Gerichte und Desserts. Ihre Bedeutung zeigt sich auch in der internationalen Küchensprache.

### Bedarf an Garnierhilfen und Neuzeit

Garnierhilfe, um 1910: Tortenspritze

Durch diese Entwicklung entstand für bestimmte Garnierungen und Präsentationsformen der Bedarf an speziellen Küchenwerkzeugen und -geräten, die anfangs von meist kleineren, regionalen Manufakturen hergestellt wurden. Inzwischen sind zahlreiche professionelle Garnierhilfen als Handwerkszeug für Köche, Pâtissiers, Barkeeper und ähnliche Fachkräfte im Fachhandel für Gastronomiebedarf verfügbar. Daneben gibt es teils einfacher konzipierte und entsprechend preiswertere Garnierhilfen für den Privathaushalt. Der private Bedarf an Garnierhilfen entstand, nachdem verfeinerte Zubereitungen und Garnierungen in der „Blütezeit der heimischen Kochkunst“, im bürgerlichen Zeitalter des 19. und frühen 20. Jahrhunderts, Eingang in die gehobene bürgerliche Küche gefunden hatten.
Nach den Notzeiten der beiden Weltkriege kamen während des „Wirtschaftswunders“ in den 1950er Jahren eine Reihe von überbetont aufs Dekorative ausgerichtete (Kalt-)Speisen in Mode und gehörten bis in die 1970er/1980er Jahre zum Standardrepertoire von kalten Platten oder Buffets, besonders in Privathaushalten. Alsbald wurden hierfür auch spezielle „Küchenhelfer“, wie zum Beispiel der patentierte Mehrzweckgarnierer „Decorex-Spezial“, ein „Bestseller“ des 1956 gegründeten Haushaltswaren-Herstellers Westmark, entwickelt und angeboten.
In den 1970er Jahren entwickelte sich in Frankreich die sogenannte Nouvelle Cuisine, eine wenig opulente Kochkunst, die sich um die Bewahrung des Eigengeschmacks von Nahrungsmitteln bemühte und neue Wege der Zubereitung und der Präsentation suchte. Sie fand viele Nachahmer, wobei zunehmend die „Kreativität vieler Köche immer höher bewertet“ wurde und sich in „oftmals ungekonntem Crossover zwischen europäischen und asiatischen Methoden und Zusammenstellungen“ und „immer mehr [übereinandergehäufelten] Zutaten und Aromen“ erschöpfte. Zudem wurden das Anrichten und Garnieren oft zur Kunstform überhöht. In der Folge „verlor die so lange federführende französische Küche ihre Vormachtstellung in der Welt“.

### Gegenwart

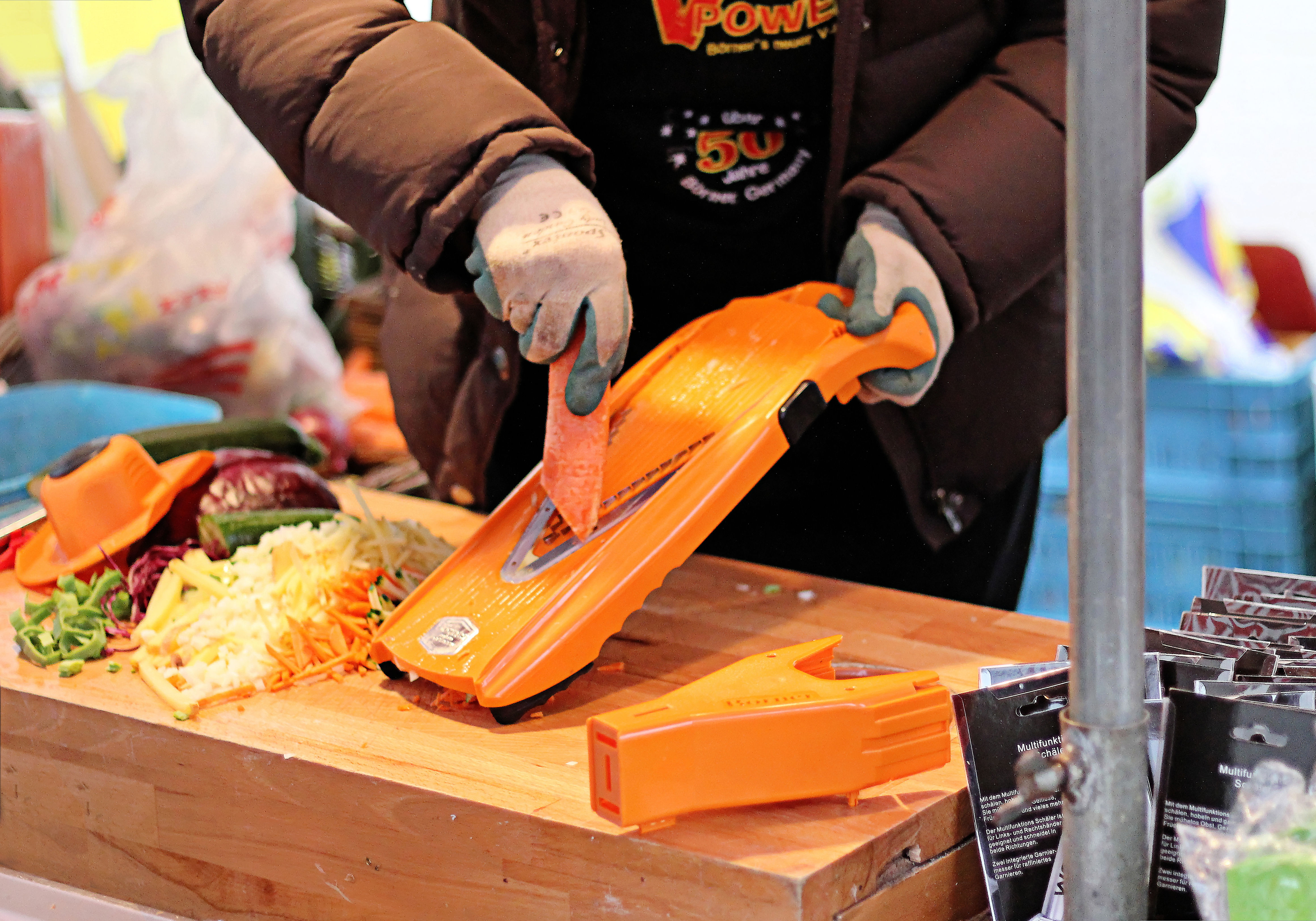
Markthändler bei einer Verkaufsvorführung – hier mit einem Gemüsehobel (V-Hobel), 2013

Vorrangig für Privathaushalte konzipierte Garnierhilfen gehören mittlerweile, wie andere „Küchenhelfer“, zu denjenigen Artikeln, die außer in Haushaltswarengeschäften und -abteilungen von Kaufhäusern, Einrichtungshäusern und Supermärkten usw. vor allem von Versandhäusern sowie von fliegenden Händlern auf Jahrmärkten und Verbrauchermessen angeboten werden. Dabei werden sie teils als „angeblich unverzichtbare, genial schnell und effektiv arbeitende Geräte“ angepriesen, sind aber oft Artikel aus asiatischer Massenproduktion. „Längst nicht alle halten, was versprochen wird“ – viele sind von eher minderer Qualität und den feilgebotenen „einmaligen Sonderpreis“ nicht wert. Sie funktionieren selten so einfach, wie der Verkäufer es bei seiner „Verkaufsschau“ mit viel Geschick weismachen wollte.
Dem gegenüber stehen höherwertige Küchenwerkzeuge, wie zum Beispiel bei Gemüsehobeln (Mandolinen) die sogenannten V-Hobel, eine patentierte Entwicklung eines deutschen Herstellers aus den 1960er Jahren, oder die Edelstahl-Mandoline aus französischer oder japanischer Fertigung, die auch in Profiküchen anzutreffen ist. Mit verschiedenen Klingeneinsätzen lassen sich hiermit dekorative Gemüse bâtonnet, brunoise, gaufrette (Waffelschnitt) oder julienne machen, die zudem für Garnierungen verwendet werden.
Im Zuge von aktuellen gesellschaftlichen Veränderungen und dem Wandel der Arbeitswelt infolge von Automatisierung, Digitalisierung und Globalisierung, die gegen Ende des 20. Jahrhunderts mit zunehmender Tendenz einsetzten, rückte bei der Nahrungsaufnahme oft die „schnelle Sättigung“ in den Vordergrund. Zudem versorgen sich immer mehr Menschen „außer Haus“ beziehungsweise essen Fast Food, wobei die Spanne von Kantinenessen über Imbissstuben bis hin zum vermehrten Konsum von Fertiggerichten reicht. Indes findet mittlerweile sowohl im privaten als auch im gastronomischen Bereich teilweise eine „Wiederauferstehung der Esskultur“ statt, die auf „Regionalität, Saisonalität und Qualität“ der Lebensmittel und „authentische Gerichte“ setzt. Ein wachsender Teil der heutigen Gesellschaft strebt eine „möglichst gesunde und ökologische Lebensweise“ an, wozu der bewusste Genuss von „gesundem und qualitativ guten Essen“ gehört und eine „stark zunehmende Tendenz“ aufweist.
Letztlich spielen dabei auch ein angemessenes Anrichten, Garnieren und Dekorieren von Speisen und Getränken eine wichtige und zudem appetitanregende Rolle. Im Bereich der Küchengeräte und -werkzeuge gibt es dafür ein breites Sortiment an Garnierhilfen.

Beispiele für den Gebrauch von Garnierhilfen
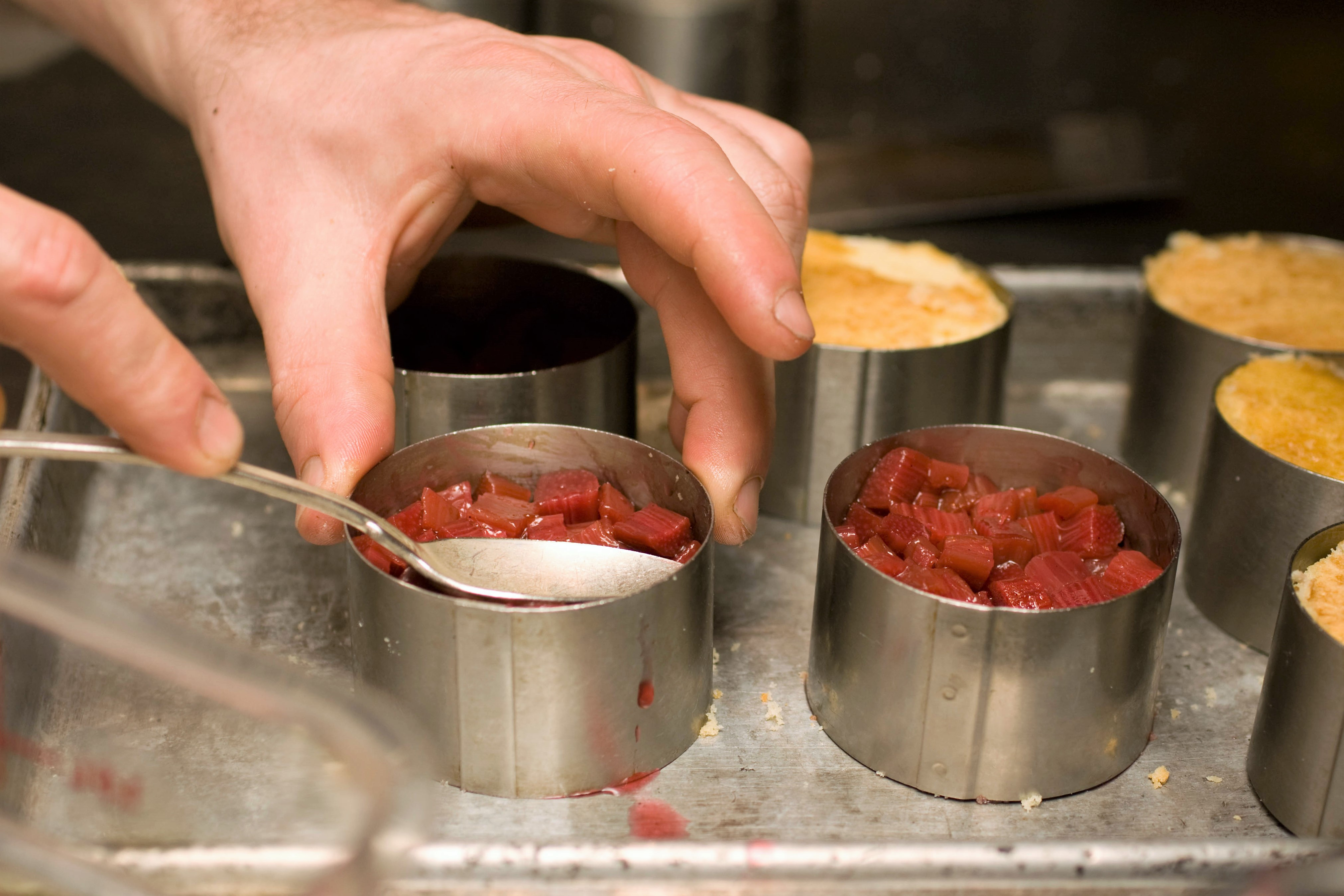
Zubereitung von dekorativen Desserttörtchen nach Art von Cobblers, mit Hilfe von Dessertringen
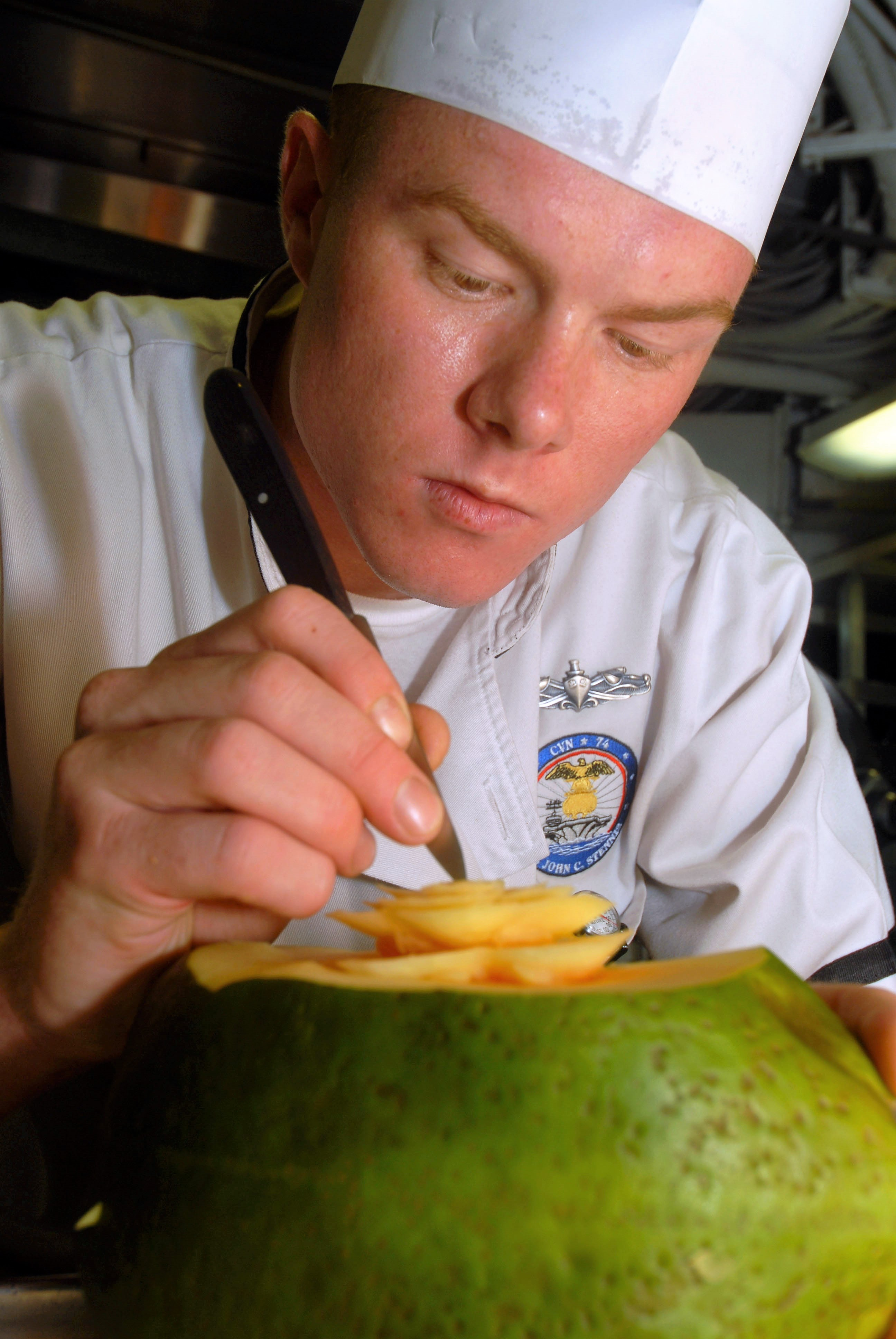
Schnitzen von „Obstblumen“, mit Officemesser
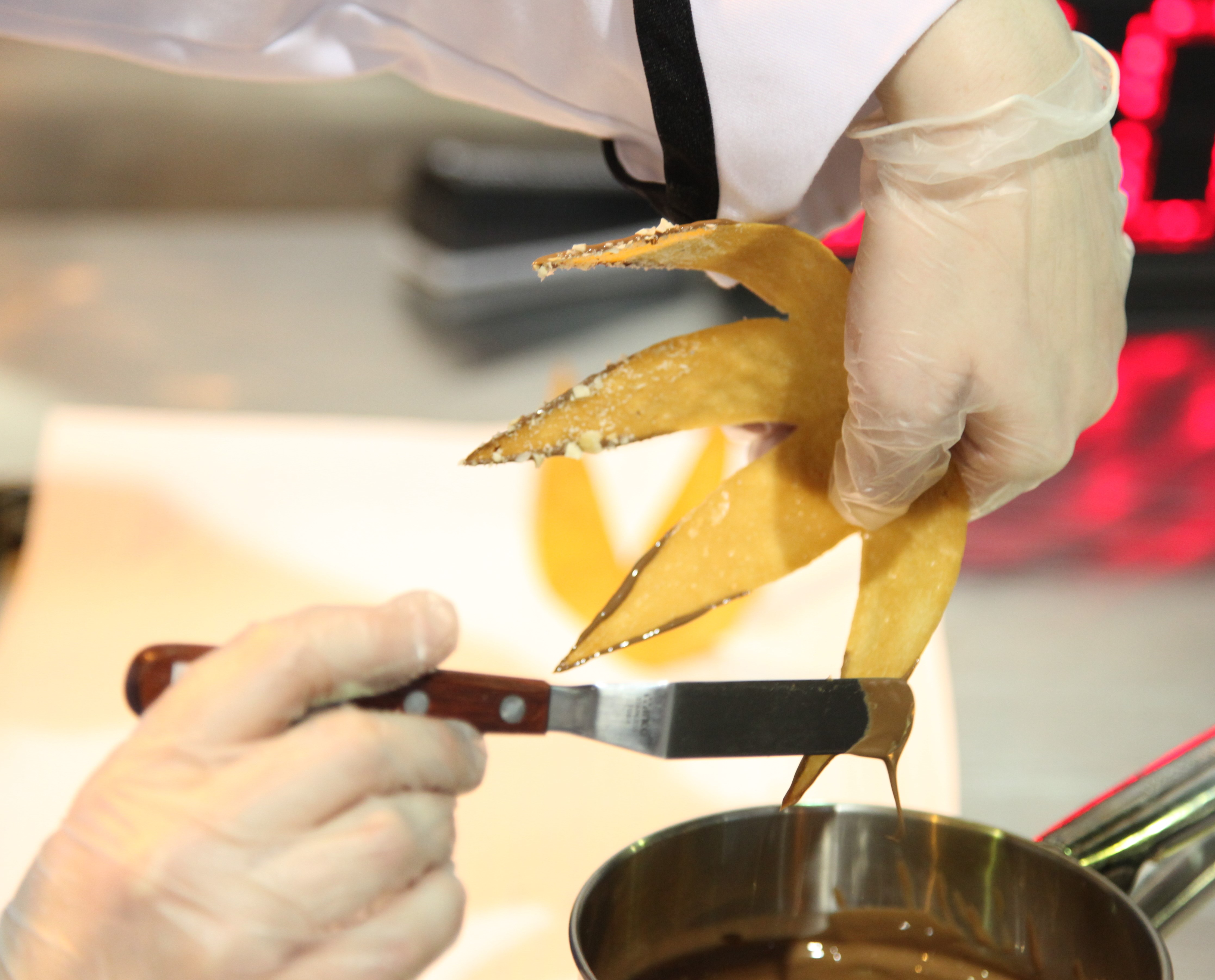
Verzieren einer Dessertgarnitur aus Gebäck mit „Knusperkanten“, mit Hilfe einer Palette
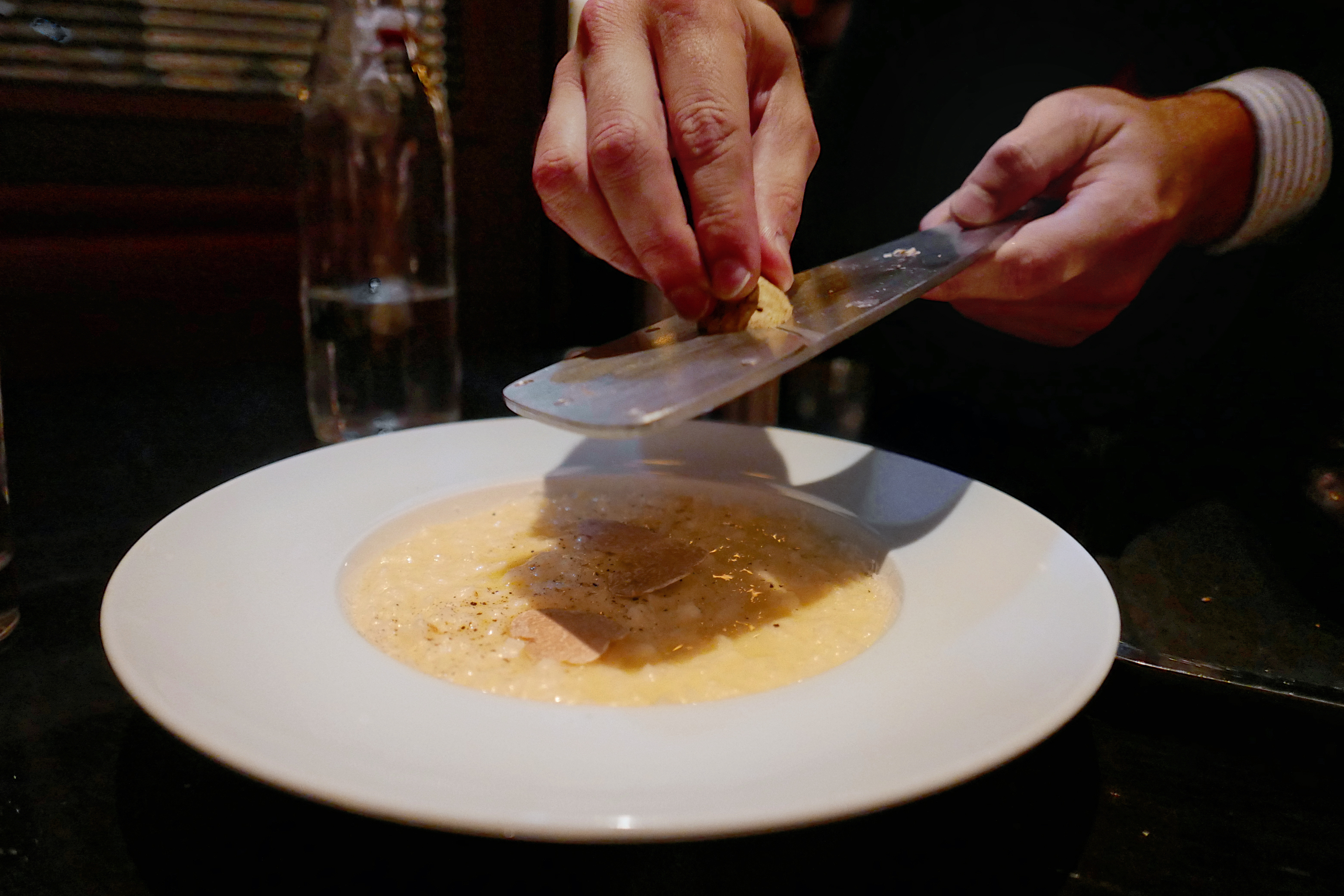
Garnierung eines Risottos mit hauchdünnen Trüffelscheiben, mit Hilfe eines Trüffelhobels
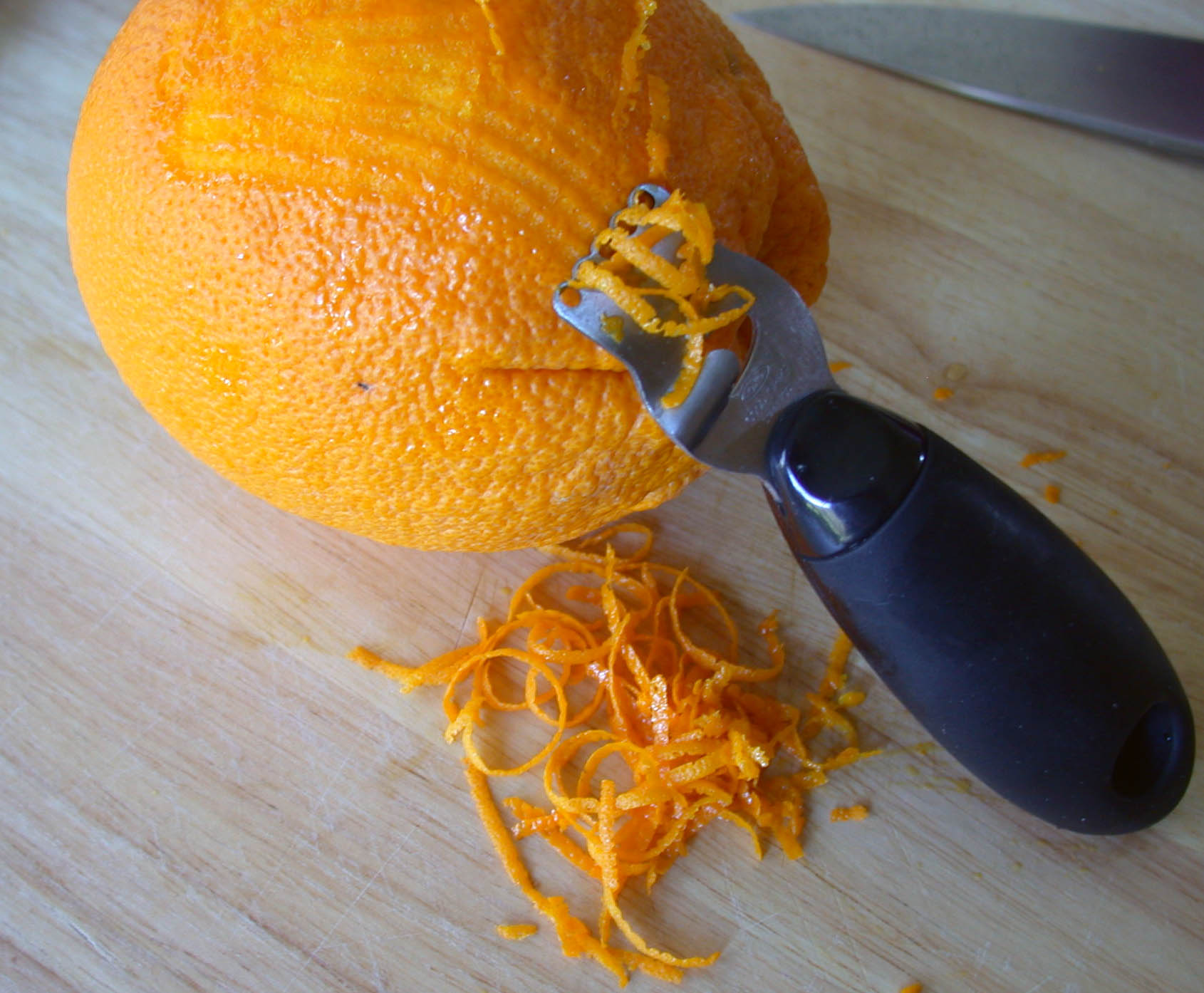
Herstellung von Orangen-Zesten, mit Hilfe eines Zestenreißers

## Materialien
Im Handel sind die einzelnen Garnierhilfen meist als unterschiedliche Modelle verschiedener Hersteller erhältlich. Darunter gibt es Garnierhilfen, die ganz aus Metall wie meist Edelstahl bestehen, teils auch Aluminium oder Kohlenstoffstahl. Oft werden jedoch die Griffe und Korpusse usw. sowohl aus ergonomischen als auch aus Kostengründen aus Kunststoff beziehungsweise Hartkunststoff hergestellt, veraltet aus Holz.

## Arten von Garnierhilfen

### Gebräuchliche Arten

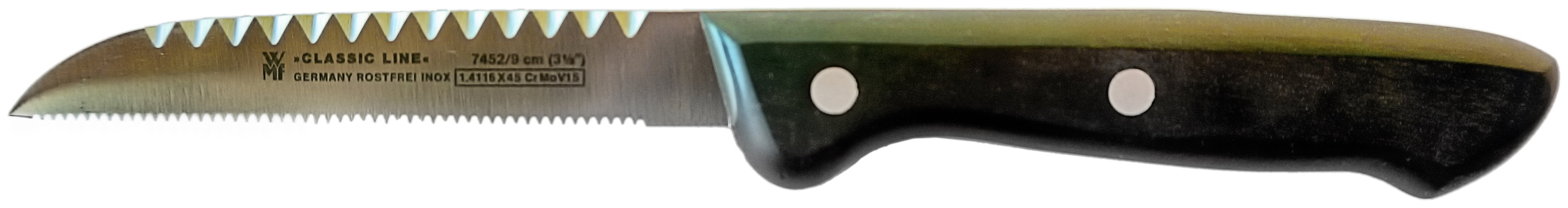
Buntmesser

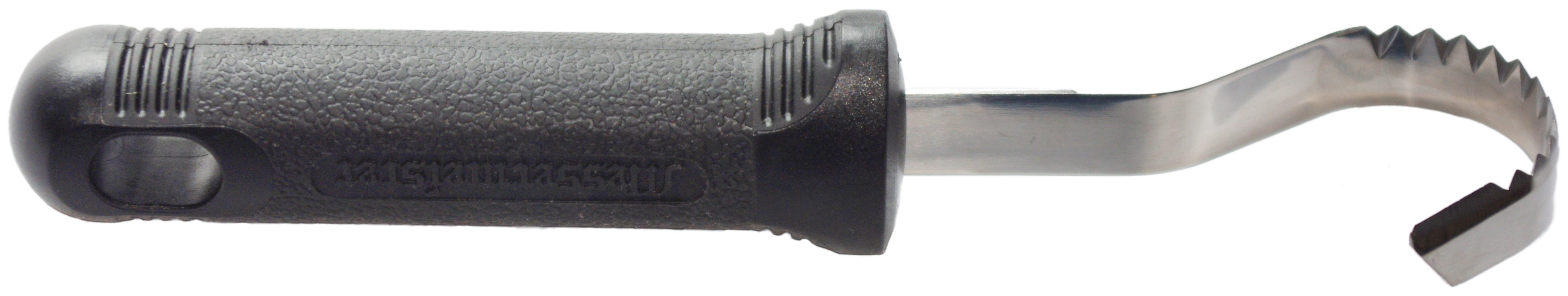
Butterroller

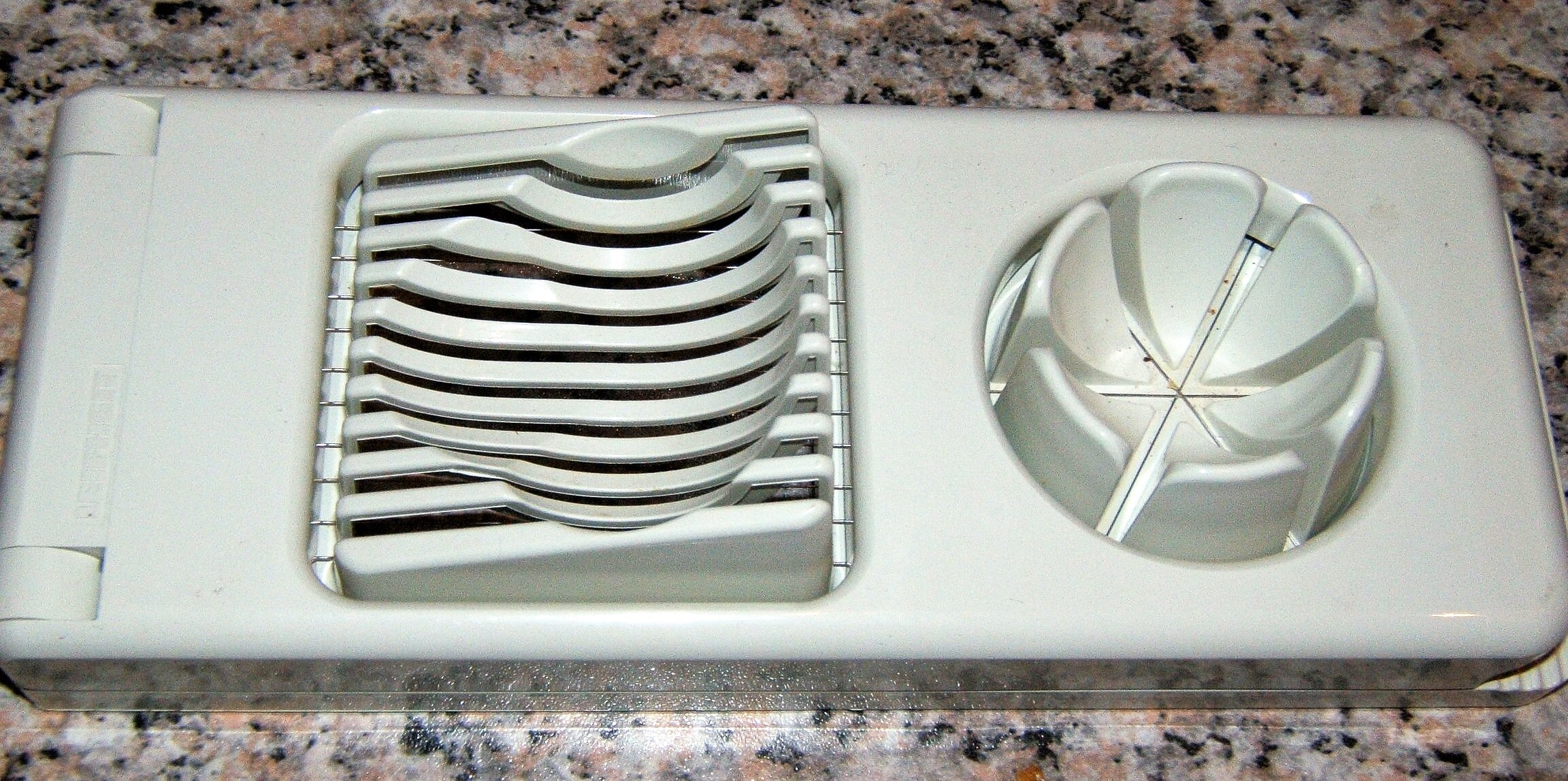
Eierschneider und -teiler

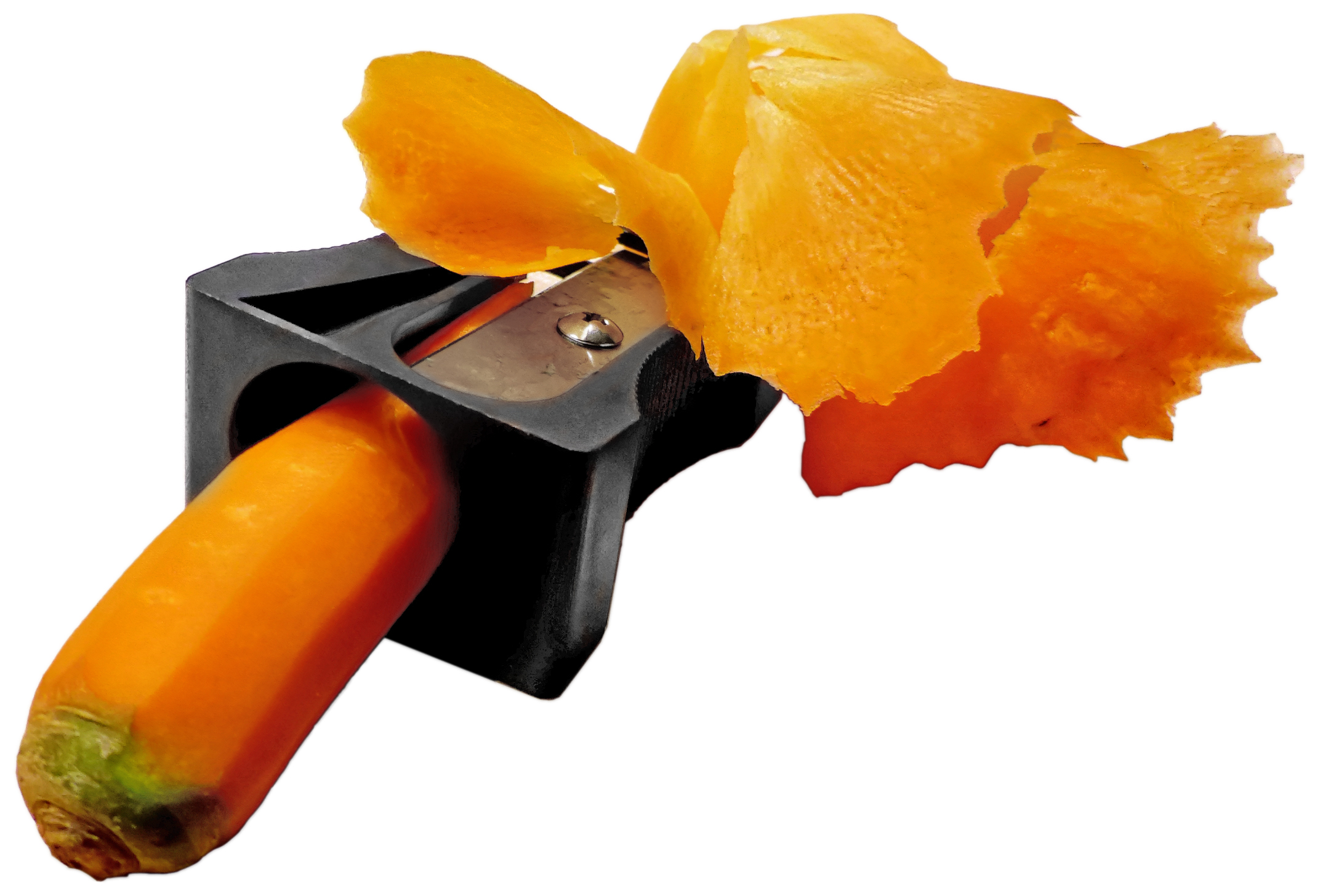
Karottenspitzer

Zu den gebräuchlichen Garnierhilfen zählen unter anderem:
- Apfelausstecher (nicht nur zum Entkernen von Äpfeln geeignet, sondern auch zur Herstellung von „buntem Konfetti“ aus Paprikaschoten, Tomaten und Zitronenschalen)
- Apfelteiler (zum Entkernen und dekorativen Aufschneiden von Äpfeln in gleichmäßige Schnitze)
- Ausstechformen, auch Ausstecher, in verschiedenen Motiven und Größen (zum Ausstechen von pikanten oder süßen Verzierungen aus Gemüse, Obst und bei Back- und Teigwaren)
- Buntmesser, auch Buntschneidemesser oder Demidoffmesser, mit wellenförmiger Klinge (zum Schneiden von dekorativen, wellenförmigen Scheiben aus rohem oder gekochtem Gemüse und Obst)
- Buttermodel sowie Butterstempel, Butterdurchstoßformen (zum dekorativen Formen von Butter)
- Buttergarnierer, auch Butterhobel (zum dekorativen Formen von Butter in Röllchen, gewellte Scheiben und kleine Kugeln)
- Butterroller (zum dekorativen Formen von Butter in Röllchen)
- Dekorierlöffel, mit feiner Spitze (zum Garnieren mit Saucen und Glasuren sowie für Tortenbeschriftungen)
- Dekoriermesser, auch Garnier- und Entkernungsmesser (zum dekorativen Bearbeiten von Obst sowie zum sauberen Herauslösen von Obstfilets)
- Dessertring, auch Dessert-Speisering oder Servierring, in verschiedenen Größen, auch als Set sowie teils mit Stamper und Heber (zum dekorativen Anrichten von Speisen und Desserts)
- Eierschneider sowie Eierteiler, auch als Kombigerät (zum Schneiden oder Teilen von hartgekochten Eiern in gleichmäßige Scheiben beziehungsweise Sechstelstücke)
- Gemüsehobel, auch Mandoline (nicht nur zum Schneiden von Gemüse in Scheiben geeignet; zudem können mit entsprechend ausgebildeten Küchenhobeln mit unterschiedlichen Klingenaufsätzen besonders feine bis grobe Scheiben, Juliennestreifen oder spezielle dekorative Schneidmuster erzeugt werden)
- Kanneliermesser, auch Ziseliermesser sowie Kerbmesser, sowie teils auch in Kombination mit Zestenreißer (zum Verzieren von Gemüse und Obst mit Rillen durch Einschneiden, sowie auch zur Herstellung von dekorativen „Sternen“ durch anschließendes Schneiden in Scheiben)
- Karottenspitzer (zum „Spitzen“ beziehungsweise Abschälen von „Karottenblumen“)
- Kuchen-Dekorationsstift oder -Garnierstift, auch Dekorierspritze (zum Verzieren von Kuchen sowie für Tortenbeschriftungen)
- Küchenpinsel, breit, oder Küchenspatel (zum dekorativen Aufstreichen von dickflüssigen Saucen, Cremes oder Dips usw. auf den Teller beim Anrichten)
- Küchenpinzette, auch als Grill- oder Kochpinzette gebräuchlich (multifunktionale Verwendung beim Anrichten und Garnieren, besonders beim „kleinteiligen Dekorieren“)

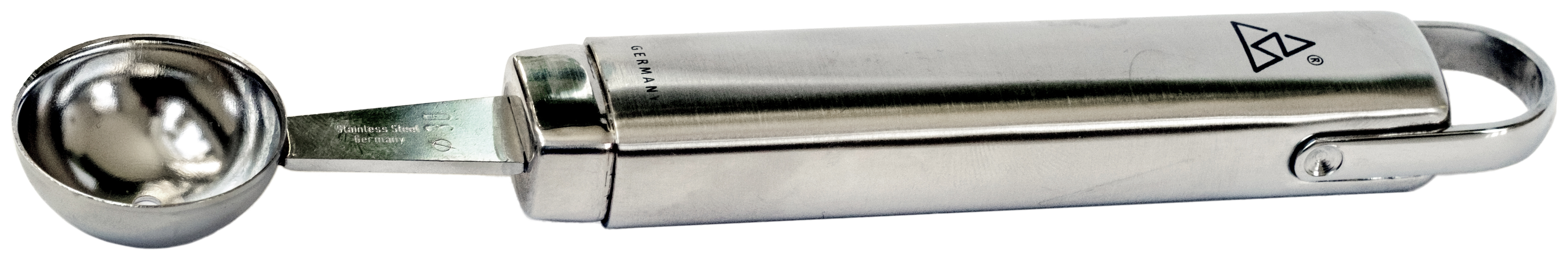
Kugelausstecher

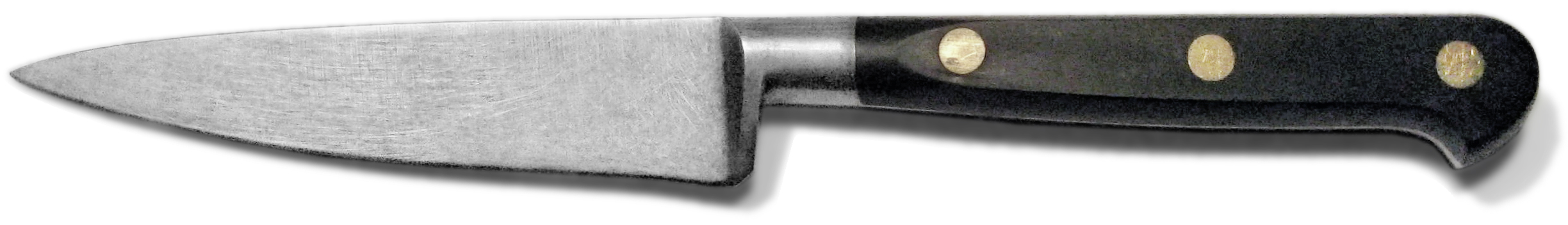
Officemesser

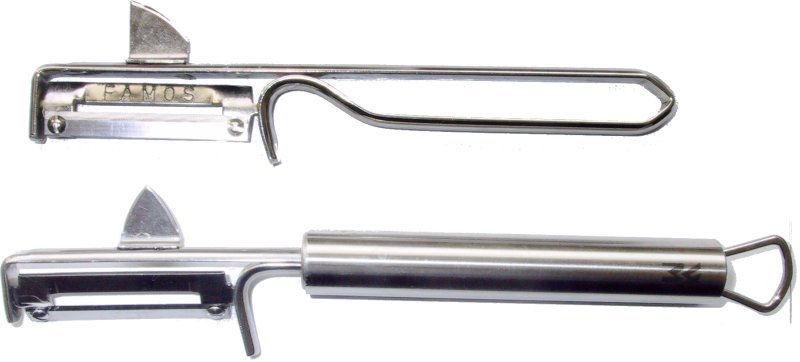
Sparschäler

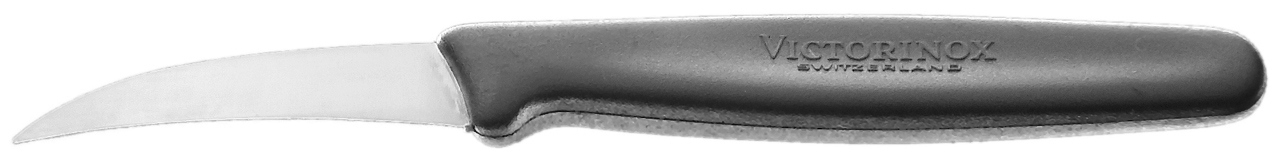
Tourniermesser

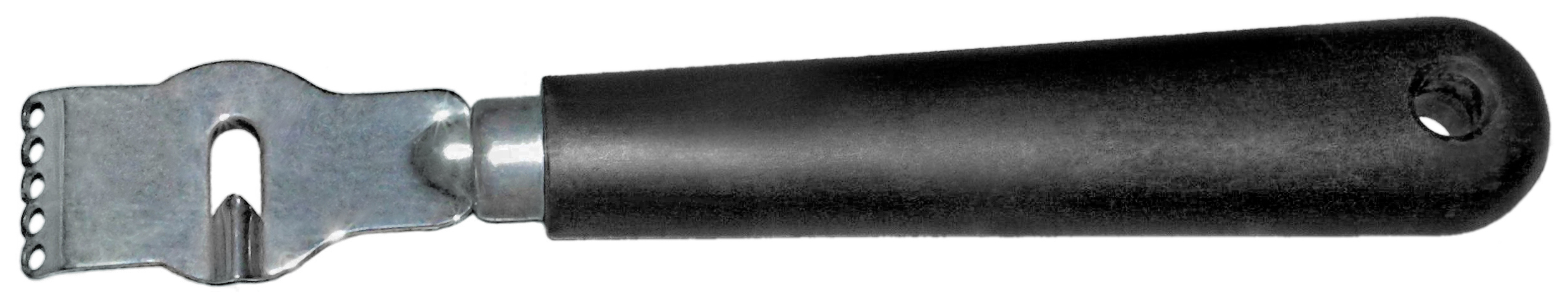
Zestenreißer (hier kombiniert mit Kanneliermesser)

- Kugelausstecher, früher auch Pariser Ausstecher beziehungsweise Pariser Messer genannt, in verschiedenen Größen (zum Ausstechen von gleichmäßigen Kugeln aus Obst, Gemüse, Kartoffeln oder Butter)
- Mehrzweckgarnierer (Kombination von verschiedenen Garnierwerkzeugen, zum Dekorieren von Speisen)
- Officemesser oder Allzweck- bzw. Spickmesser, auch verschiedene regionale Bezeichnungen; mit einer zwischen 8 und 9 cm oder beim Allzweckmesser bis zu 15 cm langen und beidseitig spitz zulaufenden Klinge (handliches Messer, das vielseitig beim Anrichten, Garnieren und Dekorieren von Speisen, Getränken und Desserts verwendet wird)
- Palette, in gerader und gekröpfte Form („Winkelpalette“), auch Glasurmesser (wird außer bei der Zubereitung von Speisen und der Herstellung von Kuchen und Torten auch beim Anrichten und Garnieren verwendet, insbesondere bei Desserts)
- Schnitzmesser, auch Sichelmesser (zum dekorativen Schnitzen und Verzieren von Gemüse und Obst)
- Sahnesiphon, in der Schweiz: Rahmbläser (zum Aufschäumen von und Garnieren mit Sprühsahne; zudem zum Herstellen von Schäumen (Espumas) in der Molekularküche)
- Sparschäler (nicht nur zum dünnen Schälen geeignet, sondern auch zum Verzieren von Gemüse und Obst)
- Spiralschneider (zum Schneiden von festem Gemüse in lange, dünne Bänder)
- Spritzbeutel oder Dressiersack, mit verschiedenen Spritztüllen (zum Dressieren von Schlagsahne und Cremes, Mayonnaise, Püree und Ähnlichem zu meist dekorativen Zwecken)
- Spritze, auch Garnier- oder Tortenspritze (zum Dressieren wie beim Spritzbeutel, sowie zur Injektion von Flüssigkeiten wie Marmelade)
- Tomaten- und Mozzarella-Schneider (zum Schneiden von Tomaten oder Mozzarella in gleichmäßige Scheiben)
- Tourniermesser, auch Schälmesser sowie verschiedene regionale Bezeichnungen, mit gebogener Klinge (nicht nur zum Schälen geeignet, sondern auch zum dekorativen Zurechtschneiden (Tournieren) von Obst, Gemüse, Kartoffeln und Eiern)
- Zahnstocher oder Essstäbchen (zum Herstellen von dekorativen Mustern, durch Verbinden und „Ausziehen“ von Tupfen aus Crème fraîche oder Sauerrahm auf Fruchtspiegeln oder von einem Klecks oder Streifen Sahne auf Saucenspiegeln)
- Zestenreißer, auch Zesteur oder Zitronenschaber, teils auch in Kombination mit Kanneliermesser (zur Herstellung von sogenannten Zesten – hauchdünnen Streifen aus der äußersten Fruchtschale von Zitrusfrüchten oder Gemüse, die zum Garnieren und/oder Aromatisieren von Speisen genutzt werden)

### Weitere Arten von Garnierhilfen
Fächerschneider (auch Gewürzgurken-Schneider), Julienne-Schneider, Radieschenschneider, Rettichschneider (auch Spiraldreher), Schokoladenreibe, Trüffelhobel (oder auch Trüffelreibe).

## Rezeption
Als Teil der Alltagskultur spiegeln Garnierhilfen zum Teil kulturgeschichtliche Entwicklungen des Essens und Trinkens wider und werden in Museen und kulturgeschichtlichen Ausstellungen gezeigt, wie etwa dem Küchenmuseum WOK – World of Kitchen Museum in Hannover, dem Stadtgeschichtlichen Museum in Leipzig, der Küchengerätesammlung im Luftfahrt- und Technik-Museumspark im sachsen-anhaltischen Merseburg oder der privaten Online-Sammlungspräsentation „Altes und Schönes“ aus Eichwald und aller Welt von Martin Weck im baden-württembergischen Bühlertal.
Der Landschaftsverband Westfalen-Lippe (LWL) befasste sich in seiner im Jahr 2007 eröffneten Wanderausstellung „Heut’ laden wir uns Gäste ein“ mit der Kulturgeschichte der privaten Feiern nach 1945, und zwar in dem Zeitraum der 1950er bis 1980er Jahre. Die Ausstellung wurde in acht westfälischen Museen präsentiert und zeigte „200 Exponate […] von der Einladungskarte über Ratgeberliteratur und Partygeschirr bis hin zur Hausbar aus den 1950er Jahren“. Dazu gehörte auch „ein breites Sortiment von Garnierhilfen“ und „Hilfsmittel[n] für die Zubereitung eines kalten Büffets“, die es „neben Rührgeräten und Butterformen“ und anderem für die Feiern seit den Fünfzigerjahren gab.